# Košarkaški Kup Hrvatske 1995./96.
Košarkaški Kup Hrvatske, kasnije nazvan Kup Krešimira Ćosića, u sezoni 1995./96. bilo je peto po redu košarkaško Kup natjecanje za muške u Hrvatskoj.  Na završni turnir, koji je odigran u Rijeci u Dvorani Mladosti od 11. do 13. travnja 1996. godine, plasirali su se KK Cibona (Zagreb), KK Zagreb (Zagreb), KK Zadar (Zadar) i KK Croatia osiguranje (Split).

## Sustav natjecanja
U završnom dijelu natjecanja sudjeluje 16 momčadi. Ždrijeb parova je poludirigiran tako da se nositelji, odnosno podnositelji ne mogu sastati međusobno. Prvi puta se u povijesti Kupa Hrvatske do poluzavršnice (završnog turnira četvorice) igra na dvije utakmice (prvu utakmicu je domaćin slabije rangirana momčad) tako da prolaz u sljedeći krug ostvaruje momčad koja je postigla više koševa u obje utakmice.

## Rezultati
| 1. krug                                                     | prva utakmica | uzvratna utakmica | ukupno    |
| ----------------------------------------------------------- | ------------- | ----------------- | --------- |
| KK Autodijelovi (Solin) - KK Kantrida Rijeka ceste (Rijeka) | 62:82         | 90:102            | (152:184) |
| KK Zrinjevac II (Zagreb) - KK Benston (Zagreb)              | 64:125        | 38:133            | (102:258) |
| KK Dinamo (Vinkovci) - KK Olimpija Slavoning (Osijek)       | 82:66         | 65:71             | (147:137) |
| KK Gradine (Pula) - KK Croatia Line (Rijeka)                | 75:77         | 88:80             | (163:157) |

- U 2. krug su se direktno plasirali KK Alkar (Sinj), KK Zadar (Zadar), KK Zagreb (Zagreb) i KK Šibenik (Šibenik)

| 2. krug (osmina završnice)                               | prva utakmica | uzvratna utakmica | ukupno    |
| -------------------------------------------------------- | ------------- | ----------------- | --------- |
| KK Dinamo (Vinkovci) - KK Alkar (Sinj)                   | 87:54         | 100:82            | (187:136) |
| KK Benston (Zagreb) - KK Zadar (Zadar)                   | 83:71         | 85:101            | (168:172) |
| KK Gradine (Pula) - KK Zagreb (Zagreb)                   | 57:82         | 66:103            | (123:185) |
| KK Kantrida Rijeka ceste (Rijeka) - KK Šibenik (Šibenik) | 75:71         | 71:62             | (146:133) |

- U četvrtzavršnicu su se direktno plasirali KK Cibona (Zagreb), KK Zrinjevac (Zagreb), KK Croatia osiguranje (Split) i KK Franck (Zagreb)

| četvrtzavršnica (21. i 24. veljače 1996.)                         | prva utakmica | uzvratna utakmica | ukupno    |
| ----------------------------------------------------------------- | ------------- | ----------------- | --------- |
| KK Dinamo (Vinkovci) - KK Cibona (Zagreb)                         | 63:73         | 48:45             | (111:118) |
| KK Zadar (Zadar) - KK Zrinjevac (Zagreb)                          | 72:66         | 96:100 (83:89)    | (168:166) |
| KK Kantrida Rijeka ceste (Rijeka) - KK Croatia osiguranje (Split) | 74:78         | 68:67             | (142:145) |
| KK Zagreb (Zagreb) - KK Franck (Zagreb)                           | 80:71         | 79:71             | (159:142) |

| poluzavršnica (Rijeka, 11.travnja 1996.)         | rezultat |
| ------------------------------------------------ | -------- |
| KK Cibona (Zagreb) - KK Zagreb (Zagreb)          | 91:56    |
| KK Croatia osiguranje (Split) - KK Zadar (Zadar) | 83:69    |

| utakmica za treće mjesto (Rijeka, 12. travnja 1996.) | rezultat |
| ---------------------------------------------------- | -------- |
| KK Zagreb (Zagreb) - KK Zadar (Zadar)                | 87:81    |

| završnica (Rijeka, 13. travnja 1996.)              | rezultat |
| -------------------------------------------------- | -------- |
| KK Cibona (Zagreb) - KK Croatia osiguranje (Split) | 68:64    |

## Osvajači Kupa
Košarkaški klub Cibona (Zagreb): Slaven Rimac, Damir Mulaomerović, Veljko Mršić, Alan Gregov, Vladan Alanović, Marko Šamanić, Goran Kalamiza, Davor Marcelić, Ivica Žurić, Dževad Alihodžić, Davor Pejčinović, Mate Skelin (trener: Jasmin Repeša)

## Statistika
- Najbolji igrač završne utakmice: Ivica Žurić (Cibona)
- Najbolji strijelac završnog turnira: Mario Gašparović (Zadar) 44 koša

## Unutarnje poveznice
- A-1 liga 1995./96.
- A-2 liga 1995./96.
- B-1 liga 1995./96.